# Gouvernement Borsus
Région wallonne
Magnette Di Rupo III
Le gouvernement Borsus est un gouvernement wallon bipartite composé de libéraux (MR) et de démocrates-humanistes (cdH) et mené par Willy Borsus.
Ce gouvernement est formé le 26 juillet 2017 en remplacement du gouvernement Magnette, à la suite de la décision le 19 juin précédent du président du cdH, Benoît Lutgen de ne plus continuer à gouverner avec le PS. Il entre en fonction après le vote de la motion de défiance constructive déposée contre le gouvernement Magnette, le 28 juillet. Sur 74 votes exprimés, la motion de défiance est adoptée par 39 voix « pour » et 35 voix « contre ».
Le 18 mars 2019, la députée Patricia Potigny quitte le MR et le gouvernement Borsus perd ainsi sa majorité parlementaire.
Le gouvernement Di Rupo III lui succède le 13 septembre 2019.

## Composition
La composition du gouvernement, formé de sept ministres, est annoncée le 26 juillet 2017.
| Image | Titulaire | Titulaire           | Poste | Parti |
| ----- | --------- | ------------------- | --- | ----- |
|       |           | Willy Borsus        | Ministre-président de la Wallonie | MR    |
|       |           | Alda Greoli         | Vice-présidente, ministre de l’Action sociale, de la Santé, de l’Égalité des Chances, de la Fonction publique, de la Simplification administrative et des Infrastructures de la petite enfance                                 | cdH   |
|       |           | Pierre-Yves Jeholet | Vice-président, ministre de l’Économie, de l’Industrie, de la Recherche, de l’Innovation, du Numérique, de l’Emploi et de la Formation                                                                                         | MR    |
|       |           | René Collin         | Ministre de l’Agriculture, de la Nature, des Forêts, de la Ruralité, du Tourisme, du Patrimoine et Délégué à la Représentation à la Grande Région                                                                              | cdH   |
|       |           | Jean-Luc Crucke     | Ministre du Budget, des Finances, de l'Énergie, du Climat et des Aéroports | MR    |
|       |           | Valérie De Bue      | Ministre des Pouvoirs locaux, du Logement et des Infrastructures sportives. | MR    |
|       |           | Carlo Di Antonio    | Ministre de l’Environnement, de la Transition écologique, de l’Aménagement du Territoire, des Travaux publics, des Zones d’activité économique, de la sécurité routière, de la Mobilité, des Transports et du Bien-être animal | cdH   |